# 24世纪
| 千纪： | 2千纪 \| 3千纪 \| 4千纪                                                                                              |
| 世纪： | 21世纪 \| 22世纪 \| 23世纪 \| 24世纪 \| 25世纪 \| 26世纪 \| 27世纪                                                   |
| 年代： | 2300年代 \| 2310年代 \| 2320年代 \| 2330年代 \| 2340年代 \| 2350年代 \| 2360年代 \| 2370年代 \| 2380年代 \| 2390年代 |

2301年1月1日至2400年12月31日的这一段期间被称为24世纪。

## 天文现象
- 2307年9月11日世界时22时50分，金星掩天王星。
- 2313年，火星与木星三合。
- 2319年，火星与土星三合。
- 2327年6月4日世界时0时54分，金星掩火星。
- 2335年10月8日世界时14时51分，金星掩木星。
- 2351年4月7日世界时17时22分，水星掩天王星。
- 2360年12月13日，金星中天。
- 2368年12月10日，金星中天。
- 2388年，火星与土星三合。
- 2391年5月11日，水星部分中天。
- 2400年12月17日，金星掩心宿二。（上一次这一现象发生于公元前525年9月17日）

## 科幻作品中的24世纪
- 《水星領航員》、《星际迷航》中有大量事件发生于本世纪。
- 《機動戰士GUNDAM00》中，天上人公開進行全球性武力介入，第一季、第二季、劇場版的動畫時間點分別為2307年、2312年、2314年。
- 《雲圖》中的第六個故事發生在2321年。
- 《三体III：死神永生》中太阳系被歌者文明的二向箔二维展开发生在2400年。
- 《新大雄的恐龍》中，來自24世紀（2314年) 的德爾曼斯坦，是住在巨大城市裡的大富豪，有收集恐龍的愛好。為了得到「與人親近的恐龍」嗶之助而僱傭恐龍獵人，最後與其他人困在關恐龍的籠子遭到上銬被時空警察逮捕，並對自己虐待過的恐龍道歉。